# Segundo de Chomón

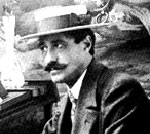
Segundo de Chomón

Segundo Víctor Aurelio Chomón y Ruiz (* 17. Oktober 1871 in Teruel, Aragonien, Spanien; † 2. Mai 1929 in Paris, Frankreich) war ein spanischer Filmpionier.
Er erlangte Bedeutung als Stummfilmregisseur und als Experte für technische Spezialeffekte in Filmen wie Cabiria (1914) – von Giovanni Pastrone aka Piero Fosco und Napoleón (1927) von Abel Gance.
Oft mit Georges Méliès verglichen, machten ihn die große technische Qualität und künstlerische Kreativität seiner Filme zu einem der großen Cineasten seiner Zeit, der von den wichtigsten Filmstudios wie Pathé oder Itala unter Vertrag genommen wurde.

## Leben und Werk

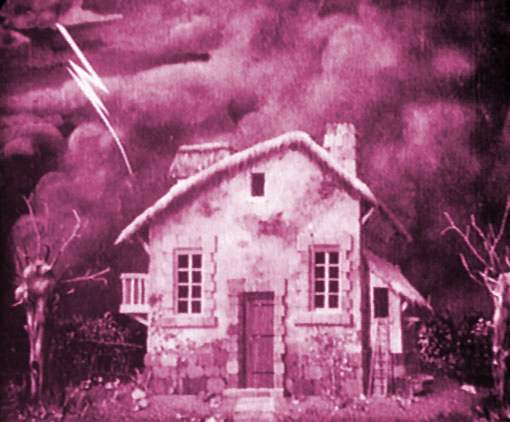
La maison ensorcelée (1908) von Segundo de Chomón

### Pionierzeit des Films (1895–1905)
Die frühen Jahre Chomóns sind nicht vollständig dokumentiert. Er begann offenbar ein Ingenieursstudium, von dem nicht bekannt ist, ob er es tatsächlich abschloss. Zwischen 1895 und 1897 unternahm er eine Reise nach Paris. Dort lernte er den Cinématographe der Brüder Lumière kennen und traf Julienne Mathieu, die er heiratete.
Zwischen 1897 und 1898 leistete er Militärdienst in Kuba. Bei seiner Rückkehr nach Paris Ende 1899 befasste er sich näher mit der neuen Erfindung des Films. Er half seiner Frau, die mit der manuellen Kolorierung der von Méliès aufgenommenen Filmstreifen beschäftigt war und entwarf Zelluloidschablonen, die diese Arbeit erleichterten und für größere Präzision sorgten. Dieses System wurde später vom Hause Pathé unter dem Namen „Pathécolor“ patentiert.
1902 ließ er sich in Barcelona nieder und eröffnete eine Werkstatt auf der Basis seines Färbungssystems. Er baute eine eigene Filmkamera und schuf sein erstes Werk, in dem er Spezialeffekte mit Hilfe von Modellnachbildungen einsetzte: Choque de trenes (dt. „Zusammenstoß zweier Züge“). Noch im selben Jahr entstand Monserrat.
Im folgenden Jahr drehte er mehrere Filme, die auf fantastischen Erzählungen aus der Edition Callejas beruhten und in welchen er mit Doppelbelichtungen und Einblendungen experimentierte. Dadurch kreierte er Gigantismus-Effekte in Filmen wie Pulgarcito (der Däumling) und Gulliver en el país de los Gigantes (Gulliver im Land der Riesen). Er perfektionierte Zeitraffertechniken, die darin bestanden, Einzelbilder zu kombinieren und welche er im Film Eclipse de sol (Sonnenfinsternis, 1905) einsetzte.
Während seiner Zeit in Barcelona knüpfte er Kontakte mit frühen katalanischen Filmproduzenten von Hispano Films, die Filme zu populären oder historischen Ereignissen drehten. Für sie drehte er weitere Filme wie Los guapos del Parque (Die tollen Burschen im Park), Se da de comer und Los sitios de Chile (Schauplätze in Chile), welche alle im selben Jahr (1905) entstanden.

### Bei Pathé (1906–1909)

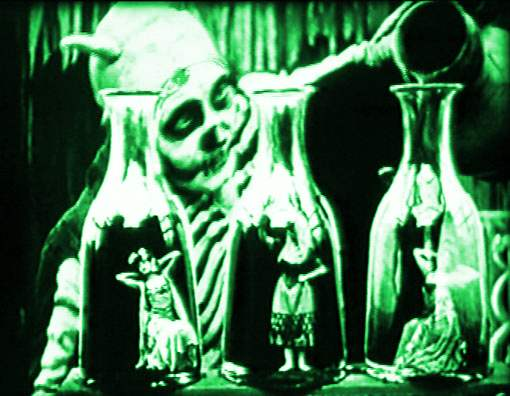
Le Spectre rouge (1907)

Vom Studio Pathé unter Vertrag genommen, ließ sich Segundo de Chomón wieder in Paris nieder. Dank eines Monopols für Filmmaterialien handelte es sich bei den Gebrüdern Pathé um die wichtigsten Filmproduzenten der damaligen Zeit.   Er kehrte nach Spanien zurück, um die Hochzeit von König Alfons XIII. zu dokumentieren, doch seine Meisterwerke entstanden in den Studios in Frankreich. Er war sowohl Kameramann als auch für Spezialeffekte verantwortlich und kreierte zahlreiche fantastische Filme. In dieser Disziplin stand er im Wettstreit mit den Produzenten von Méliès, der bis zum Ende des Jahrzehnts anhielt. Um mit Méliès mithalten zu können, verließ sich Pathé vor allem auf den Regisseur Ferdinand Zecca und Segundo de Chomón.
In diesen Jahren schuf Segundo de Chomón Spezialeffekte für Filme wie La gallina de los huevos de oro (Die Henne, die goldene Eier legt, 1905) unter der Regie von Albert Capellani; El hijo del diablo (der Sohn des Teufels, 1906), von Charles-Lucien Lépine und Excursión a la luna (Die Reise zum Mond), El pescador de perlas (Der Perlenfischer) und Vida y pasión de Nuestro Señor Jesucristo (Leben und Leiden unseres Herrn Jesus Christus), alle von Ferdinand Zecca. In jenem letzten Film setzte er eine bewegliche Plattform für Kamerafahrten in Innenräumen ein. Im Gegensatz zu Außenaufnahmen, die schon bei den Gebrüdern Lumière gelegentlich von Straßenbahnen, Zügen und Schiffen aus entstanden, bedeutete dies für Aufnahmen in geschlossenen Räumen einen bedeutenden Fortschritt.

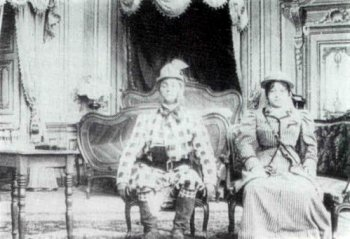
Hotel eléctrico (1908)

Alarde equilibrista (Die Prahlerei des Seiltänzer, 1908), wurde großenteils von der Raumdecke aus aufgenommen, um Zirkusnummern vorzuspielen. Im selben Jahr entstanden auch Escultor moderno (Der moderne Bildhauer), El castillo encantado (Das Märchenschloss), El teatro de Bob (Bobs Theater) und, bereits im Jahr 1909, El sueño de un cocinero (Der Traum des Kochs). Für diese Filme entwickelte er neue Techniken, indem er Animationen mit Hilfe von Zeichnungen und Modellierungen aus Tonerde einsetzte.
Das wichtigste Opus dieser Epoche aber war El hotel eléctrico (Das elektrische Hotel, 1908). Dieses Werk, dessen 140 Filmmeter vor allem auf Zeitraffereffekten mittels neu zusammengesetzter Filmschnipsel beruhten, stellten den Höhepunkt dieser Technik da. Der Film spielte in einem vollkommen automatisierten Hotel, in dem die Bürsten sich von selbst bewegen, die Schuhe sich von selbst schnüren und alle in der Suite befindlichen Geräte ohne menschliche Hilfe arbeiten.
Ein weiterer wichtiger Film war Una excursión incoherente (Eine nicht ganz kohärenter Ausflug, 1909), welcher unter dem Einfluss der Pariser Avantgardegruppe der „Inkohärenten“ entstand, Vorläufern der Dadaisten und der Surrealisten.

### Entstehungsjahre der spanischen Filmindustrie (1910–1912)
Im Jahr 1910 kehrte Segundo de Chomón nach Barcelona zurück, wo er sich mit dem Varietékünstler Joan Fuster Garí zusammentat. Im neuen Unternehmen entstanden insgesamt 37 Filme mit populärer Thematik. Darunter waren lustige (Venganza de un carbonero – Rache eines Köhlers, La fecha de Pepín), historische (El ejemplo – Das Vorbild, Pragmática real – Königliche Pragmatik, Justicias del rey don Pedro – Die Gerechtigkeits des Königs Pedro), melodramatische (La expiación – die Buße, Amor gitano – Zigeunerliebe, La manta del caballo – Die Pferdedecke, El puente de la muerte – Die Todesbrücke, La hija del guardacostas – Die Tochter des Küstenbewachers) und phantastische Filme (La gratitud de las flores – Dankbezeugung der Blumen).

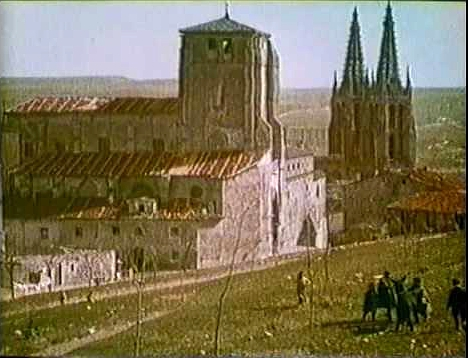
Einzelbild aus einem Chomón-Film: Burgos voyage (1910 oder 1911).

Er brachte auch Sainetes und Zarzuelas auf die Leinwand und war dadurch beteiligt an der Entwicklung eines beliebten spanischen Filmtyps. Werke aus dieser Kategorie waren Los guapos (Die Beaus), El puñao de rosas (Eine Handvoll Rosen), Las carceleras (Die Gefängniswärterinnen), La tempranica y El pobre Valbuena (Der arme Valbuena).
Ab Juni 1910 drehte Segundo de Chomón auf eigene Rechnung Filme als Lizenznehmer des Hauses Pathé. Filme wie Lucha fratricida o Nobleza Aragonesa (Tödlicher Bruderkampf oder Aragonesischer Adel), Los pobres de levita, Los dulces de Arturo (Arturs Süßwaren), Una farsa de Colás (Eine Posse von Colás) und Flema inglesa (Englische Kaltblütigkeit) entstanden. Im November desselben Jahres beendete er die Zusammenarbeit mit Fuster und hatte daher Studio mehr für Filmaufnahmen zur Verfügung. Er nutzte diese Zeit für Dokumentarfilme wie La heroica Zaragoza (Heldenhaftes Saragossa) und Gerona: la Venecia española (Gerona: das spanische Venedig).
Pathé half Segundo de Chomón und erwarb für ihn ein Produktionsstudio, das „Ibérico“, für welches er zwischen August 1910 und März 1912 elf Filme drehte. In diesen zeigen sich merkliche Fortschritte in den Details der Filmtechnik, die in den bis heute erhaltenen Originalskripten dokumentiert sind. Die Handlungen und Erzählstrukturen werden zunehmend komplexer und ausgefeilter. Die Schnittfolgen von Filmen wie El talismán del vagabundo und Soñar despierto zeigen eine deutliche Entwicklung in der Zusammenstellung der Schauplätze und die gezielte Verwendung von Match Cuts. Auch Rückblende, Vorausblende und die Montage von gleichzeitigen Aktionen in Verfolgungsszenen kommen werden eingesetzt.
Für den Film El gusano solitario (Der Einsiedlerwurm, 1912) arbeitet Segundo de Chomón mit einem der bekanntesten Männer des Komischen Stummfilms zusammen, dem Franzosen André Deed. Nach Max Linder geriet diese Sparte des europäischen Films durch den Einfluss des Ersten Weltkriegs in Vergessenheit. Der Film war geprägt von absurden Situationen, Kameraeffekten und Tricktechnik, die Segundo de Chomón mit großer Fertigkeit anwendete.

### Bei Itala Films in Turin (1912–1923)

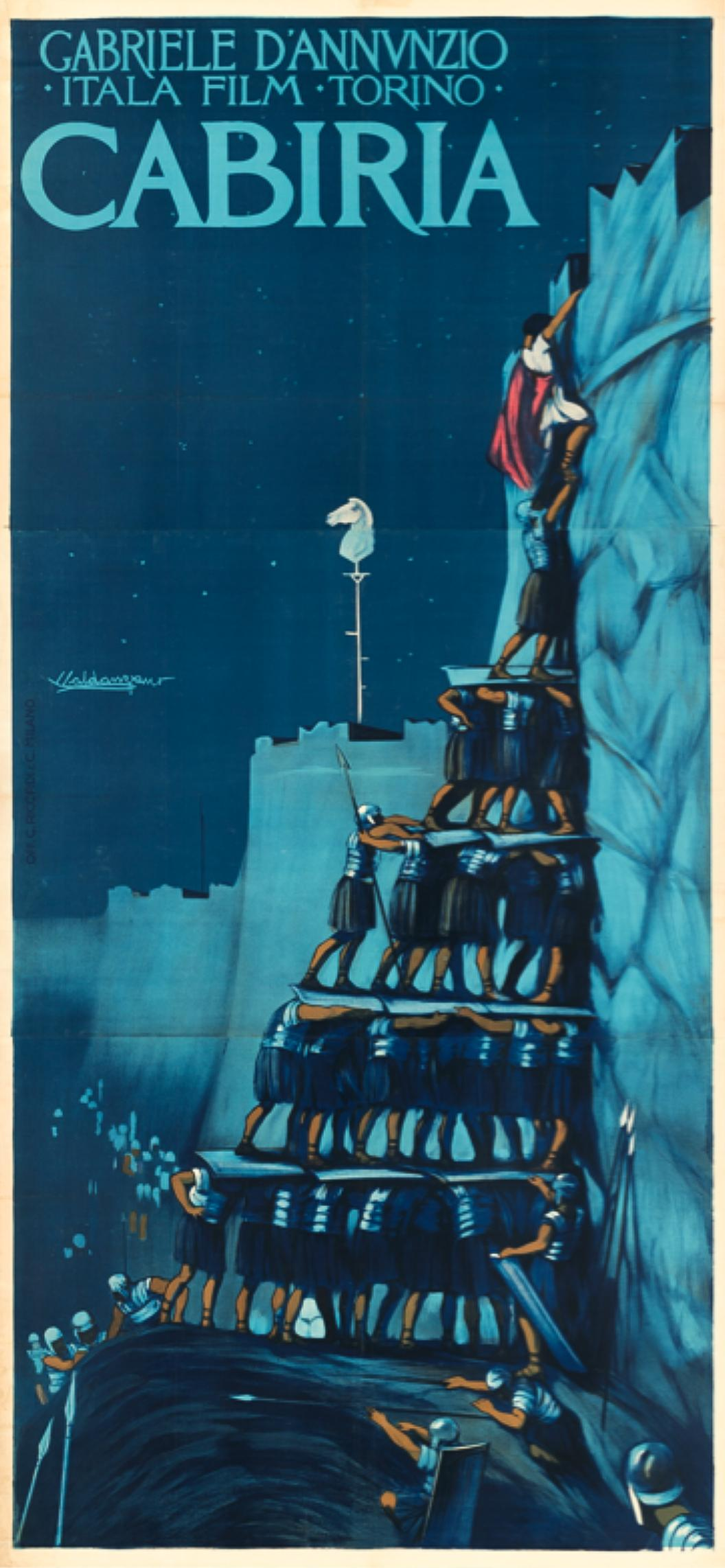
Filmplakat für Cabiria (1914)

Im Frühling 1912 nahm Segundo de Chomón ein Angebot der Turiner „Itala Film“ von Giovanni Pastrone an, als Verantwortlicher für Spezialeffekte in Turin zu arbeiten. Er arbeitet an zahlreichen Filmen Pastrones mit, als erstes Padre (Vater). Herausragend war vor allem seine Arbeit an Cabiria (1914), wo Chomón als Trickspezialist und erstem Kameramann eine bedeutende Rolle zukam. Er kreierte beispielsweise eine Sequenz, in der der Ätna ausbrach, und die aufgrund des Schüfftan-Verfahrens sehr realistisch wirkte. Zudem perfektionierte er Kamerafahrten auf Schienen in Innenräumen, wodurch er den Dekorationen orientalischer Bauwerke besondere Wirkung verlieh, und entwickelte expressionistische Beleuchtungen, welche die Körper der Schauspieler und Details der Dekorationen deutlicher profilierte.
Im Jahr 1914 brach der Erste Weltkrieg aus, der im folgenden Jahr auch Italien erfasste. Der Flächenbrand der Kampfhandlungen löste eine tiefe Krise der Filmindustrie aus, was vor allem auf die rasant gestiegenen Preise des Zelluloids zurückzuführen war. Die Studios von Itala Film wurden für die Krankenversorgung verwendet. Trotz der Auswirkungen auf die Filmproduktion half Chomón bei weiteren Filmen Pastrones wie El fuego (Das Feuer, 1915), Tigre real (1916), La guerra y el sueño de Momi (Der Krieg und Momis Traum, 1916), wo er Puppen durch Kombination von Einzelaufnahmen zum Leben erweckte, und Hedda Gabler (1919).
Zwischen 1919 und 1921 löste sich Segundo de Chomóns Verbindung mit den Itala-Studios. Er arbeitete nun auf eigene Rechnung mit der Produktionsgesellschaft des Zirkuskünstlers Luciano Albertini, Albertini Film, zusammen.

### Letzte Lebensjahre (1923–1929)
1923 zog Chomón wieder nach Paris. Dort arbeitete er mit Ernest Zollinger, einem Schweizer Ingenieur, an einem Farbfilmverfahren, für das er eine Goldmedaille bei der Internationalen Fotografie-, Optik- und Filmausstellung in Turin gewann. Drei Jahre später wirkte er bei den Dreharbeiten für den großen französischen Film Napoleon von Abel Gance mit.
Zuletzt arbeitete er mit an dem spanischen Film El negro que tenía el alma blanca (Der Schwarze mit der weißen Seele, 1926) von Benito Perojo, für den er eine Szene gestaltete, in der die Darstellerin Concha Piquer von einem gigantischen Affen träumt.
In seinen letzten Jahren experimentierte er mit dem Farbfilm, beispielsweise mit der Keller-Dorian-Methode 1928 in Marokko. Dort zog er sich eine Krankheit zu, an welcher er im folgenden Jahr in Paris verstarb.

## Die Bedeutung seines Schaffens
Segundo de Chomón war ein detailbesessener technischer Perfektionist, der oft monatelang an einzelnen Effekten arbeitete, die im fertigen Film manchmal nur wenige Sekunden dauerten. Er war einer der bedeutendsten Pioniere des fantastischen Films in der Stummfilmära, und sein Können ist nur mit dem von George Méliès zu vergleichen. Daher erhielt er einen Vertrag mit der bedeutendsten Produktionsgesellschaft seiner Zeit, Gebrüder Pathé, um mit deren bedeutendstem Regisseur, Ferdinand Zecca, zusammenzuarbeiten und damit diese mit den Effekten des „Magiers“ Méliès wetteifern konnte.
Ihm ist die Entwicklung des Zeitraffers aus zusammengestellten Einzelbildern zuzuschreiben, deren Höhepunkt der Film Hotel eléctrico von 1908 darstellte, sowie der bewusste Einsatz von Kamerafahrten auf Plattformen für Aufnahmen in gestalteten Innenräumen. Er war ein Genie der Tricktechnik, beginnend mit der Einfärbung von Schwarzweißfilmen über die verschiedensten aktuellen Effekte seiner Zeit, wie dem Einsatz von Modellen, Schüfftan-Effekten, Doppelbelichtungen, Einblendungen, Pyrotechnik und Gaukeleien.
Er wirkte, während seiner Jahre in Barcelona, auch beim Aufbau einer eigenen spanischen Filmindustrie mit und schuf Werke, die beim Volk gefallen fanden: Melodramen, Zarzuelas, historische Dramen und Komödien. Zusammengefasst handelt es sich beim ihm um einen der wichtigsten internationalen Filmschaffenden, dank seines Anteils an der Entwicklung der Stummfilmkunst, der mit den wichtigsten Regisseuren und Produzenten seiner Ära in Frankreich, Italien und Spanien zusammenarbeitete.

## Ausgewählte Werke
- 1902: Choque de trenes, Monserrat.
- 1903: Pulgarcito, Gulliver en el país de los Gigantes.
- 1905: Eclipse de sol, Los guapos del Parque, La gallina de los huevos de oro, Regisseur Albert Capellani.
- 1905: Ah! La barbe
- 1906: El hijo del diablo, Regisseur: Lépine. Excursión a la luna, Regisseur Ferdinand Zecca.
- 1907:  Vida y pasión de Nuestro Señor Jesucristo, El pescador de perlas, beide unter der Regie von Ferdinand Zecca. La casa encantada, Satan s’amuse, Les ombres chinoises, La Légende du Fantôme, Le Chevalier mystère, Voyage à la planète Jupiter, Le Spectre rouge.
- 1908: El hotel eléctrico, Alarde equilibrista, El escultor moderno, El castillo encantado, El teatro eléctrico de Bob, Mars, Cuisine magnétique, La Table magique, Transformation élastique.
- 1909: El sueño de un cocinero, Una excursión incoherente, Les Jouets vivants, Voyage au centre de la terre, Voyage dans la lune.
- 1910: Amor Gitano, La expiación, El puente de la muerte, Venganza de un carbonero, La fecha de Pepín, La fatalidad, El ejemplo, Pragmática real, Justicias del rey don Pedro, La manta del caballo, La hija del guardacostas, La gratitud de las flores o Flores y perlas, Los guapos, El puñao de rosas, Las carceleras, La tempranica, El pobre Valbuena, Lucha fratricida o Nobleza Aragonesa, Los pobres de levita, Los dulces de Arturo, Una farsa de Colás, Flema inglesa, Gerona: la Venecia española, La heroica Zaragoza.
- 1911: Pulgarcito
- 1912: El talismán del vagabundo, Soñar despierto, El gusano solitario (von André Deed). Padre, von Giovanni Pastrone (Itala Films).
- 1914: Cabiria
- 1915: El fuego
- 1916: Tigre real
- 1917: La guerra y el sueño de Momi.
- 1919: Hedda Gabler.
- 1924: Ich bin der Mörder (J’ai tué)
- 1926: El negro que tenía el alma blanca, von Benito Perojo
- 1927: Napoleón, von Abel Gance.